# 莉丝·默里
莉丝·默里（英語：Liz Murray, 1980年9月23日—）是一位美国励志演说家和回憶錄作家，聞名於在高中時期無家可歸，卻被哈佛大學錄取。她的人生故事被拍成了電視影片風雨哈佛路。她在2010年出版的回憶錄 (Breaking Night: A Memoir of Forgiveness, Survival, and My Journey from Homeless to Harvard )是紐約時報暢銷書榜。她被称为感动全美的“奇迹女孩”。

## 生平
莉絲1980年9月23日出生于纽约市布朗克斯，父母都是貧窮的瘾君子，後來二人都感染了愛滋病毒 。她從小就生活在骯髒不堪、被毒品包圍的環境。她常常餓肚子，只能吃冰塊來填飽肚子 。大約9歲的時候，她就開始在加油站和超市打工，賺錢買食物。1994年，在她11歲的時候，父母分手了，她的母親和姊姊麗莎搬去了她祖父的家。 而這段時間莉絲一直和她的父親住在一起，直到鄰居向社會服務機構報告，然後他們為了莉絲的安全將她帶走了35天。在這期間，她的父親被趕出了公寓 。其後數年，莉絲，她的母親和姊姊麗莎住在她的祖父家，但是在她13歲的時候，莉絲被送進了一個寄養家庭。
剛過15歲後，莉絲就無家可歸了，因為她的母親在1998年死於愛滋病，而她的父親搬到了一個流浪者收容所。莉絲想完成自己的教育，改變自己的生活。因此，她找了一個挨家挨戶，為政治倡議募款的工作。莉絲知道她的生計取決於這份工作，所以她盡她所能，最終打破了公司的所有銷售記錄，在兩個月內為它賺了8000多美元。
儘管莉絲很晚才上高中，也沒有一個穩定的家，她還是能在两年时间內完成四年的课程。莉絲平均成績為95，以158名學生中的第一名畢業。 她獲得了《紐約時報》為貧困學生設立的獎學金，並被哈佛大學錄取 ，在2000年秋季入學。 1999年3月，《紐約時報》的都市版頭版刊登了一篇介紹獎學金得主的故事。報道的讀者為她送了衣服和食物，並主動幫她洗衣服。
為了照顾她生病的父亲，莉絲在2003年從哈佛大學转到哥伦比亚大学，於2009年6月獲得了心理學理學士學位。自2009年8月開始，莉絲在哈佛暑期學院上課，計畫獲得臨床心理學博士學位，成為諮商師。 她的姊姊麗莎畢業於紐約的Purchase College，現在是自閉症兒童的老師。莉絲在2011年获得亚历克斯奖，她的自传被拍成电影《風雨哈佛路》。

## 著作
- 《风雨哈佛路》，中信出版社，2011年1月，ISBN 9787508625942

## 延伸阅读
- Lucy Ash, 'From Homeless to Harvard' （页面存档备份，存于）, BBC World Service, February 8, 2011.
- Meg Hagerty, 'Homeless to Harvard' subject to speak at local benefit （页面存档备份，存于）, PostStar.com (Glens Falls, NY), August 3, 2009.
- Ron Sanders, Homeless To Harvard Story Inspires Worcester Tech, WBZ (Boston, MA CBS Affiliate), March 19, 2009.
- Kathleen McFadden, Liz Murray Encourages High Country Women To Pay It Forward, High Country Press (Boone, NC), June 12, 2008.
- Leah Beth Ward, Advocates Hear Story of a Life Turned Around, Yakima Herald-Republic, May 8, 2008.
- Nancy Arcayna, Her story tells of triumph over greatest odds （页面存档备份，存于）, Honolulu Star-Bulletin, March 28, 2006.
- Liz Murray On Movie About Her Life, Plans For Future, interview with Gabe Pressman, WNBC, April 13, 2003.
- Emily Eakin, TELEVISION REVIEW; A Girl on the Street Finds a Path to the Ivy League （页面存档备份，存于）, The New York Times, April 7, 2003.
- Al Siebert, From Homeless to Harvard - Liz Murray's Story （页面存档备份，存于）, THRIVEnet Story of the Month, June 2000.
- "Liz's Story （页面存档备份，存于）", New York Times Upfront, January 31, 2000....
- 風雨哈佛路 (2003), Lifetime製作的電視影片